# Villaverde de Iscar (ort i Spanien)
Villaverde de Iscar är en ort i Spanien.   Den ligger i provinsen Provincia de Segovia och regionen Kastilien och Leon, i den centrala delen av landet, 120 km nordväst om huvudstaden Madrid. Villaverde de Iscar ligger 763 meter över havet och antalet invånare är 672.
Terrängen runt Villaverde de Iscar är platt. Runt Villaverde de Iscar är det ganska glesbefolkat, med 21 invånare per kvadratkilometer. Närmaste större samhälle är Pedrajas de San Esteban, 6,0 km nordväst om Villaverde de Iscar. 